# 争取民主和进步人民力量联盟—萨瓦巴
争取民主和进步人民力量联盟—萨瓦巴（法語：Union des Forces Populaires pour la Démocratie et le Progrès – Sawaba，缩写为）是尼日尔的一个政党，成立于1954年，最初取名为尼日尔民主联盟，由尼日尔进步党—非洲民主联盟联合领袖吉博·巴卡里在被开除出党后创建。
1950年代中期，该党建立了一个由城市左派领导、但由保守的农村显要人物（尤其是来自豪萨地区的人物）组成的广泛联盟，这一联盟主导了初期的尼日尔独立运动。在此期间，该党改名为非洲社会主义运动—萨瓦巴（后来简称萨瓦巴）。在1958年尼日尔宪法公投中，该党推动从法国完全独立，引发党内分裂。1960年尼日尔独立后，该党成为反对派，并被尼日尔首任总统哈马尼·迪奥里取缔，该党领导人流亡国外。
该党于1960年代中期尝试发动游击战，但很快便销声匿迹。1974年尼日尔政变后，该党领导人返回尼日尔，但很快遭到逮捕、流亡或边缘化。1991年恢复民主后，已年迈的巴卡里重建该党，取名为“争取民主和进步人民力量联盟—萨瓦巴”。在1993年尼日尔总统选举中，该党仅获得少量选票。不久，该党分裂出“革命力量民主联盟—萨瓦巴”，它加入执政联盟。尽管巴卡里于1998年去世，该党在选举中持续表现不佳，但使用“萨瓦巴”名称的两个政党仍然存在。